# Golubinci
Golubinci (izvirno srbsko Голубинци) je naselje v Srbiji, ki upravno spada pod Občino Stara Pazova; slednja pa je del Sremskega upravnega okraja.

## Demografija
V naselju živi 4075 polnoletnih prebivalcev, pri čemer je njihova povprečna starost 40,4 let (38,6 pri moških in 42,0 pri ženskah). Naselje ima 1583 gospodinjstev, pri čemer je povprečno število članov na gospodinjstvo 3,24.
To naselje je, glede na rezultate popisa iz leta 2002, v glavnem srbsko.
|  |

| Demografija | Demografija     | Demografija     |
| Leto        | Št. prebivalcev | Št. prebivalcev |
| ----------- | --------------- | --------------- |
|             |                 |                 |
|             |                 |                 |
|             |                 |                 |
|             |                 |                 |
| 1948        | 4724            |                 |
| 1953        | 4763            |                 |
| 1961        | 4828            |                 |
| 1971        | 4741            |                 |
| 1981        | 4510            |                 |
| 1991        | 4497            | 4297            |
| 2002        | 5223            | 5129            |
|             |                 |                 |

| Etnična sestava po popisu iz leta 2002 | Etnična sestava po popisu iz leta 2002 | Etnična sestava po popisu iz leta 2002 | Etnična sestava po popisu iz leta 2002 | Etnična sestava po popisu iz leta 2002 |
| -------------------------------------- | -------------------------------------- | -------------------------------------- | -------------------------------------- | -------------------------------------- |
| Srbi                                   | Srbi                                   |                                        | 3.878                                  | 75,60%                                 |
| Hrvati                                 | Hrvati                                 |                                        | 799                                    | 15,57%                                 |
| Romi                                   | Romi                                   |                                        | 152                                    | 2,96%                                  |
| Jugoslovani                            | Jugoslovani                            |                                        | 59                                     | 1,15%                                  |
| Slovaki                                | Slovaki                                |                                        | 22                                     | 0,42%                                  |
| Madžari                                | Madžari                                |                                        | 9                                      | 0,17%                                  |
| Makedonci                              | Makedonci                              |                                        | 9                                      | 0,17%                                  |
| Črnogorci                              | Črnogorci                              |                                        | 5                                      | 0,09%                                  |
| Muslimani                              | Muslimani                              |                                        | 5                                      | 0,09%                                  |
| Ukrajinci                              | Ukrajinci                              |                                        | 3                                      | 0,05%                                  |
| Rusi                                   | Rusi                                   |                                        | 1                                      | 0,01%                                  |
| Bošnjaki                               | Bošnjaki                               |                                        | 1                                      | 0,01%                                  |
| Neznano                                | Neznano                                |                                        | 116                                    | 2,26%                                  |